# Fully Interlocking (Web)
Fully Interlocking is het debuutalbum van de Britse band Web. Het is tot stand gekomen nadat Web een concert heeft gegeven met Zoot Money, die zelf een album aan het opnemen was. Het album wordt aangeprezen door onder anderen Mickie Most en Mike d'Abo (Manfred Mann), maar ook door Dave Dee. In het bij de cd-versie meegeleverde boekje, wordt in een persbericht melding gemaakt dat de band optrad met twee slagwerkers.

## Musici
- John L. Watson – zang
- Tom Harris – saxofoons, dwarsfluit en basklarinet
- Tony Edwards – gitaar
- John Eaton – gitaar
- Dick Lee-Smith – basgitaar
- Ken Beveridge – slagwerk
- Lenny Wright- percussie

## Composities
1. City Of Darkness (Edwards, Eaton)
2. Harold Dubbleyew (Harris, Eaton)
3. Hatton Mill Morning (Eaton)
4. Green Side Up (Harris)
5. Wallpaper (Harris Eaton)
6. Did You Die Four Years Ago Tonight? (Wright,Eaton)
7. Watcha Kelele (Edwards)
8. Reverend J. Mckinnon (Eaton)
9. Sunday Joint (Wright,Eaton)
10. War Or Peace:
  1. Theme (Terry Noonan)
  2. East Meets West (Eaton)
  3. Battle Scene (Wright)
  4. Conscience (Wright,Eaton)
  5. Epilogue (Noonan, Eaton, Wright)
11. I'm A Man (Muff Winwood, Jimmy Miller)
12. God Bless The Child
13. To Love Somebody.